# 五溝水劉氏宗祠
22°35′30″N 120°35′43″E / 22.591664°N 120.595170°E
五溝水劉氏宗祠，是位於臺灣屏東縣萬巒鄉五溝村的劉姓客家宗祠，1908年落成，今列屏東縣定古蹟。

## 建立過程
五溝水的宗教特色是並無原鄉地方神祇的大廟，而以土地公祠及宗祠作為信仰中心。村民沿著西盛街一帶建立宗祠、伙房。如劉姓宗親分別建立紀念劉大我、劉偉芳、劉瑞玉等人的祖堂。同治三年（1864年），劉氏愛塘派劉廣玉、劉應珯、劉應瑞聯合劉氏北塘派下劉振新等宗親，以祭祀祖先劉奇川、劉積書的名義，開始興建五溝水劉氏宗祠。他們的共同祖先則是廣東省的劉開七。
五溝水劉氏宗祠最初規模只有左右兩橫屋，設供同家族的人共同開伙的伙房。此處又稱「劉宅嘗」，也作為收取祭祀公業放佃的墾務中心。為累積資產，家宗法規定族人耕耘所得都歸於祭祀公業「嘗」管理，再由管理人分配給個人，以增購田地來加倍生產。
五溝水劉氏宗祠祭祀公業的土地一度累積到19甲，因富有而宗祠面積大到2.5公頃規模。建造工程中，交趾陶請來中國大陸的師傅製作，所用的建材都選福建上好材料。但受政治混亂影響，工程推延至1908年落成。
1921年重修後，加上名為「然藜閣」與「重光樓」兩門樓、大正樣式洋樓的外橫屋、前庭小型廣場、兩側各一座鴛鴦涼亭、及巴洛克裝飾圍牆。地方以「不入劉者，不入流也」、「不到五溝不入流，不入劉也不入流」來讚美此地。1979年再度修繕。

## 建築風貌
五溝水劉氏宗祠前為注入大林河的引水渠道，風水稱為「玉帶水」。客家人開墾五溝水之初，與附近閩南人、平埔族、排灣族村落時有衝突，因此設立防禦組織。此劉氏宗祠為利於防禦，前有溪流，宅園地界密植林木。村民還會在祠前舉行攻炮城活動，該活動源自道光十三年（1833年）五溝村民與平埔族的械鬥。
門樓石匾上刻著「劉氏宗祠」四字。其上有雅翹的燕尾，以彰顯家族的劉鰲父子三人為貢生。一旁繪有楊震拒收餽金的典故。背面懸掛「大乙重光」門匾，對應正廳門對「卯金啟瑞，乙火騰輝」。
格局今狀為二堂四橫式橫型圍屋建築。此為仿效客家原鄉的圍屋，主堂與廂房不相連，廂房圍繞主堂並門口正面都朝向中庭。每年春秋兩季在此會舉行盛大的祭祖儀式，會後宴請族人。
正廳門對「卯金啟瑞，乙火騰輝」意寓自天亮清晨起，要勤奮向上。兩側壁肚書寫著「一等人忠臣孝子」、「二件事讀書耕田」啟示後裔要「忠君孝親」、「勤於農耕」。正廳燕尾因毀於颱風，重修後改較樸拙，且脊背用鏤空花磚以分散風力避免吹颳損毀。內部除了擺祖先牌位外，陳設十分簡單樸素。懸掛「進士匾」是因家族有恩進士（恩貢）。木框裱著自嘉應州鎮平縣招福鄉八輪車戶來臺的劉偉芳所立的十條規約 ，如第一條內容「從此兄弟叔侄共體祖宗慈愛之心，常切木本水源之念，凡到祠內必先尊祖」。屋樑有一根專掛龍燈和鳳燈的橫柱，分掛兩旁的是龍燈，居中的為鳳燈，各代表新生兒、娶進的媳婦。「祖德流芳」匾的由來是因宗親劉廣濤與蘇貞昌是小學同學，蘇貞昌便託人於2007年2月6日致贈。